# جوایز گوپو
جوایز گوپو (رومانیایی: Premiile Gopo) جوایز ملی فیلم و سینما در کشور رومانی، مشابه جوایز اسکار در ایالات متحده آمریکا، جوایز گویا در اسپانیا و جوایز سزار در فرانسه است. این جایزه را «انجمن ارتقا سینمای رومانی» اهدا می‌کند.
جوایز گوپو در سال ۲۰۰۷ پایه‌گذاری شد و به افتخار کارگردان فیلم رومانیایی یون پوپسکو-گوپو نامگذاری شد.

## شاخه‌ها
- بهترین فیلم
- بهترین کارگردان
- بهترین فیلمنامه
- بهترین بازیگر مرد
- بهترین بازیگر زن
- بهترین بازیگر نقش مکمل مرد
- بهترین بازیگر نقش مکمل زن
- بهترین فیلمبرداری
- بهترین تدوین فیلم
- بهترین صدا
- بهترین موسیقی غیراقتباسی فیلم
- بهترین کارگردانی هنری
- بهترین طراحی لباس
- بهترین فیلم مستند
- بهترین فیلم کوتاه
- بهترین اثر نخست
- بهترین موفقیت در گیشه
- دستاورد زندگی
- بهترین فیلم اروپایی